# Al-Haytham ibn 'Adi
al-Haytham ibn ʿAdī al-Tāʾī (in arabo ﺍﻟﻬﻴﺜﻢ ﺑﻦ ﻋﺪﻱ الطائي‎?, al-Haytham ibn ʿAdī al-Ṭāʾī); Kufa, 738 – Fam al-Ṣilḥ, 822) è stato uno storico arabo musulmano del primissimo Islam.
Di lui, come di altri personaggi del primo Islam, si sa assai poco, salvo che frequentò la corte abbaside con una certa continuità, dall'epoca del califfato di al-Manṣūr a quello di Hārūn al-Rashīd, conoscendo persino il carcere per aver diffamato l'eponimo degli Abbasidi, al-ʿAbbās b. ʿAbd al-Muṭṭalib, zio paterno cioè del profeta Maometto, prima comunque di esserne liberato per il clemente intervento di al-Amīn.
Malgrado la non buona nomea come storico (accusato di manipolazione delle informazioni che scriveva), Charles Pellat opportunamente sottolineava però come le sue informazioni fossero riprese da autorevoli storici, non solo a lui contemporanei come Ibn al-Kalbī, Abu Mikhnaf, ma delle generazioni successive, come Yaʿqūbī, Ṭabarī o Masʿūdī.